# Quotientenmodul
Im mathematischen Teilgebiet der Algebra ist ein Quotientenmodul oder Faktormodul eine der grundlegenden Konstruktionen der Theorie der Moduln. Zu einem Modul {\displaystyle M} und einem Untermodul {\displaystyle N\subseteq M} ist der Quotientenmodul {\displaystyle M/N} das im Wesentlichen eindeutig bestimmte Ziel eines surjektiven Homomorphismus {\displaystyle M\to M/N} mit Kern {\displaystyle N}.
Quotientenmoduln sind das Analogon der Begriffe Faktorraum in der Theorie der Vektorräume sowie Faktorgruppe in der Gruppentheorie.

## Definition
Es sei {\displaystyle A} ein Ring. Zu einem {\displaystyle A}-(Links-)Modul {\displaystyle M} und einem Untermodul {\displaystyle N\subseteq M} ist der Quotientenmodul {\displaystyle M/N} die Menge der Äquivalenzklassen von Elementen von {\displaystyle M} nach der Äquivalenzrelation
{\displaystyle m_{1}\equiv m_{2}\mod N\iff m_{1}-m_{2}\in N}
mit der eindeutig bestimmten Modulstruktur, für die die kanonische surjektive Abbildung {\displaystyle M\to M/N} ein Homomorphismus ist:
{\displaystyle a\cdot (m+N)=am+N,\quad m\in M,a\in A}
{\displaystyle (m_{1}+N)+(m_{2}+N)=(m_{1}+m_{2})+N,\quad m_{1},m_{2}\in M.}

## Eigenschaften
- Isomorphiesätze: Für zwei Untermoduln {\displaystyle M,N} eines Moduls {\displaystyle Q} gilt[2]

{\displaystyle M/(M\cap N)\cong (M+N)/N.}
Für Untermoduln {\displaystyle N\subseteq Q\subseteq P} gilt
{\displaystyle (P/N)/(Q/N)\cong P/Q.}
- Es gibt eine kanonische Entsprechung zwischen Isomorphieklassen von Monomorphismen mit Ziel {\displaystyle M} und Isomorphieklassen von Epimorphismen mit Quelle {\displaystyle M}; einem Monomorphismus {\displaystyle i\colon N\to M} entspricht der Quotientenmodul {\displaystyle M/i(N)}, einem Epimorphismus {\displaystyle p\colon M\to Q} der Untermodul {\displaystyle \ker p}.
- Ist ein Modul endlich erzeugt, oder hat er eine endliche Länge, so gilt dies auch für jeden Quotientenmodul.
- Ist {\displaystyle B} eine (unitäre, assoziative) {\displaystyle A}-Algebra, so ist

{\displaystyle B\otimes _{A}(M/N)\cong (B\otimes _{A}M)/U;}
dabei steht {\displaystyle U} für das Bild von {\displaystyle B\otimes _{A}N} in {\displaystyle B\otimes _{A}M}.
- Ist {\displaystyle I} ein (zweiseitiges) Ideal in {\displaystyle A}, so ist der Faktormodul {\displaystyle A/I} dasselbe wie der Faktorring {\displaystyle A/I}.